# Blang Poroh (Labuhan Haji Barat)
Blang Poroh is een bestuurslaag in het regentschap Aceh Selatan van de provincie Atjeh, Indonesië. Blang Poroh telt 1485 inwoners (volkstelling 2010).